# Heldenberg
Heldenberg is een gemeente in de Oostenrijkse deelstaat Neder-Oostenrijk, gelegen in het district Hollabrunn (HL). De gemeente heeft ongeveer 1100 inwoners.

## Geografie
Heldenberg heeft een oppervlakte van 27,37 km². Het ligt in het noordoosten van het land, ten noorden van de hoofdstad Wenen en ten zuiden van de grens met Tsjechië.

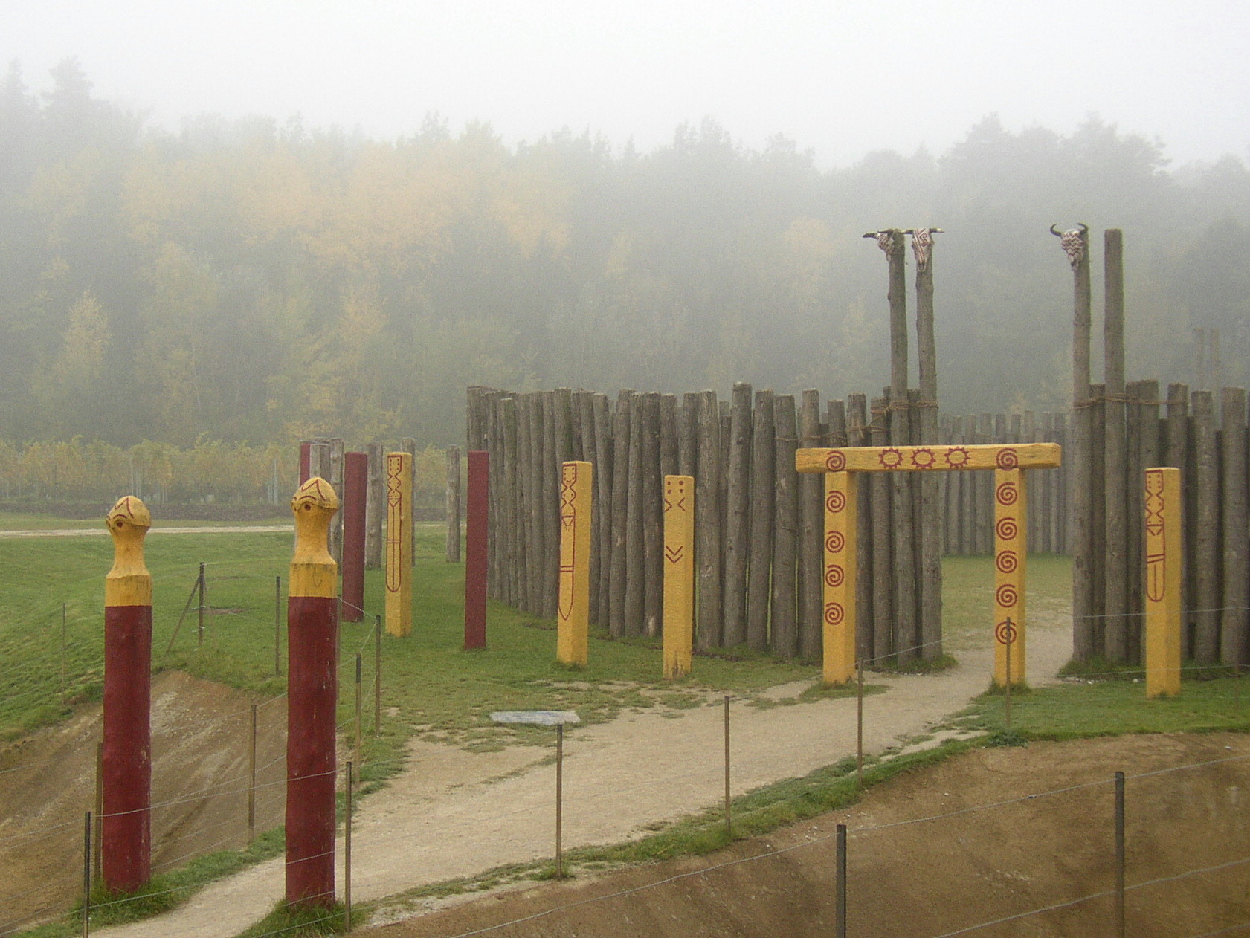
Reconstructie van een woodhenge in Heldenberg

Alberndorf im Pulkautal · Göllersdorf · Grabern · Guntersdorf · Hadres · Hardegg · Haugsdorf · Heldenberg · Hohenwarth-Mühlbach am Manhartsberg · Hollabrunn · Mailberg · Maissau · Nappersdorf-Kammersdorf · Pernersdorf · Pulkau · Ravelsbach · Retz · Retzbach · Schrattenthal · Seefeld-Kadolz · Sitzendorf an der Schmida · Wullersdorf · Zellerndorf · Ziersdorf
- Gemeinsame Normdatei: 4741110-7
- Nationale Bibliotheek van Tsjechië: ge636702
- Virtual International Authority File: 236577541
- WorldCat: E39PBJtgYcGkYPRdcTTjJPCPcP